# TV 나가사키
TV 나가사키는 1969년 4월 1일 나가사키현의 2번째 민영방송국으로 개국했다.
약칭은 KTN, 콜사인은 JOWH-DTV이다.

## 연혁
- 1969년 4월 1일 - 개국.
- 1990년 10월 1일 - NNN을 탈퇴하면서 뉴스 네트워크를 FNN으로 확정.
- 2006년 12월 1일 - 지상파 디지털 방송 시작.
- 2011년 7월 25일 - 이날 자정을 기해 지상파 아날로그 텔레비전 방송 종료

## 네트워크의 변천
- 1969년 4월 1일 - 텔레비전 방송을 개시하였으며, 뉴스 네트워크는 NNN·FNN과 크로스 네트워크 관계를 맺었다.
- 1969년 10월 1일 - FNS에 가맹하였다.
- 1990년 10월 1일 - NNN을 탈퇴하면서 뉴스 네트워크를 FNN으로 확정하게 되어 후지 텔레비전 계열 완전가맹국이 된다. 그러나 나가사키 국제 TV의 개국이 연기되어서 일부 니혼TV 계열 프로그램 방송을 계속한다.
- 1991년 4월 1일 - 나가사키 국제 TV가 이 날 개국하면서 니혼TV 계열 프로그램 방송을 중지하게 되며 이로써 후지 TV계열로 완전히 가맹하게 되었다.
- 2006년 12월 1일 - 지상파 디지털 텔레비전 방송을 개시한다.
- 2011년 7월 24일 - 지상파 아날로그 텔레비전 방송이 종료되었으며 7월 25일 자정에 완전히 종료된다.

## 특징
- 개국 당시에는 니혼TV와 크로스 네트워크 관계를 맺고 있었다.
- 개국 당시에 쓰인 로고는 일반인 응모에서 뽑힌 로고를 당시 재직하던 미술담당자가 손을 본것이라 한다.
- 저녁에 하는 지역뉴스 프로그램 'KTN슈퍼뉴스'는 화요일에 「한국어」·수요일에 「중국어」로 2개국어 방송을 하고 있다.
- 쇼와 천황 사망 당일(1989년 1월 7일)뉴스는 후지 TV에서, 사망 다음날이자 신연호 사용 시작일인 1월 8일에는 니혼TV의 뉴스 프로그램을 내보냈는데 이는 토요일에는 후지 TV 프로그램을, 일요일에는 니혼 TV 프로그램을 주로 편성했기 때문이다.
- 대한민국 수신이 가능한 일본 방송 채널 중의 하나이다. 나가사키 방송과 마찬가지로 부산광역시, 경상남도 일부, 울산광역시 일부 지역에서도 수신 가능하다.

## 나가사키현에 있는 다른 텔레비전·라디오 방송국
- NHK 나가사키 방송국
- 나가사키 방송(NBC)(TV는 도쿄 방송 계열국, 라디오는 JRN&NRN계열국)
- 나가사키 국제 TV(NIB)(니혼 TV계열)
- 나가사키 문화 방송(NCC)(TV 아사히계열)
- FM나가사키(JFN 계열)